# ヒット・エンターテインメント
ヒット・エンターテインメントは、アメリカ合衆国の玩具会社マテルが保有するエンターテイメント企業である。

## 沿革

### ヘンソン・インターナショナル・テレビジョン社時代
セサミ・ストリート等を手掛けた映像作家のジム・ヘンソンとプロデューサーのピーター・オルトンがヘンソン・アソシエイツ社の海外展開子会社として1980年9月にファミリー向けの番組制作プロダクションとしてヘンソン・インターナショナル・テレビジョン社を創設した。

### 名称変更からエイペックス社買収まで
ピーター・オルトンがヘンソン・インターナショナル・テレビジョン社から独立する形で同社の経営スタッフと共にヒット・エンターテインメント（これ以下ヒット社）を設立した。この時ヘンソン・インターナショナル・テレビジョンの親会社ジム・ヘンソン・カンパニーがウォルト・ディズニー・カンパニーとの合併交渉を進めていたが、その最中にジム・ヘンソンが死去したことにより合併は中止となった。
設立当初のヒット社は『ポストマン・パット』や『アルビンとチップマンクス』、『ピーターラビット』などの放映権配給などを手掛けた。その後『バーニー&フレンズ』の海外配給を行うが、『バーニー&フレンズ』の海外展開が成功したことにより独自制作番組の開発に着手することとなる。AIM市場に上場し、調達した資金で番組制作部門ヒット・ビデオを立ち上げた。この部門で、ヒット社では初めてとなる自社制作番組『ボブとはたらくブーブーズ』の開発を手掛ける。
1997年にロンドン証券取引所に上場し、資本金を増やしたことで、『ボブとはたらくブーブーズ』の製作を目的としたストップモーション・アニメーション制作スタジオ、ホット・アニメーション（Hot Animation）など複数の部門を設立する。
2000年代に入ると『バーニー&フレンズ』の権利元であったレイリック・スタジオを買収したことを皮切りに、2001年にThe Pygos Group社が倒産したことにより売却された『ピングー』の権利、『きかんしゃトーマス』や『マンフィーのふしぎなぼうけん』、ギネス世界記録の権利元であったガレイン社を買収し、米英での製作体制の地歩を固めた。

### エイペックス社による買収からマテル買収まで
2005年、プライベート・エクイティ投資グループのエイパックス・パートナーズに約490億円で買収され、代表取締役に元BBCのグレッグ・ダイクが就任する。DVD製品は従来まで自社で販売を行っていたが、2006年以降は他社（20世紀フォックス→ライオンズゲート→ユニバーサル・スタジオ）を通じた販売体制に切り替えた。ガレイン社を買収した際に引き継いだギネス世界記録の出版およびテレビ放送権は、ギネス・ワールド・レコーズの博物館とアトラクションを10年以上にわたり開発し運営するカナダのアトラクション企業リプリー・エンターテインメントを傘下に持つカナダのザ・ジム・パティソン・グループへ2008年2月に売却された。
2008年、ストップモーション・アニメーションやセルアニメとして製作していたシリーズを3DCG製作体制へ移行した。
2009年、映画プロデューサーのジュリア・ピスターを筆頭に劇場映画制作部門ヒット・ムービーズを設立した。同部門の最初の作品として『きかんしゃトーマス』の実写映画『Adventure of Thomas』の製作が計画されていたが2018年現在まで公開されていない。
2011年4月、エイペックス社がヒット社の売却を開始した。ディズニーやハズブロ、バイアコムなどの大手企業が名乗りを上げていたが、最終的に2010年よりヒット社の玩具製品を共同で手掛けていたマテルが2011年10月24日に6億8000万ドル(約518億円)で買収した。
2016年3月、マテル傘下の子会社を統合してコンテンツ制作事業部としてマテル・クリエイションズを設立した。ヒット社もこの部門の一部となったが、2018年現在製作されている作品は全てマテル・クリエイションズ名義となっており、ヒット・エンタータインメントの名称は使われていない。

## 事業内容
子ども向けエンターテインメントコンテンツを中心に展開し、テレビ、ビデオ番組の制作（米国と英国のスタジオを含む）、出版、消費製品のライセンス業務、ライブ・イベントなども行っている。1000時間を超す幼児向け番組の品揃えで、世界の240カ国以上に40以上の異なった言語で番組を販売し、英国、米国、カナダ、香港、日本等で営業している。

## 制作番組・コンテンツ

### 日本へ輸入・翻訳された作品
| 作品名                     | 日本国内のライセンス保有社             |
| -------------------------- | -------------------------------------- |
| きかんしゃトーマス         | ソニー・クリエイティブプロダクツ       |
| ボブとはたらくブーブーズ   | 小学館プロダクション（2010年まで）     |
| ピングー                   | ソニー・クリエイティブプロダクツ       |
| バーニー&フレンズ          | サンリオ                               |
| アンジェリーナはバレリーナ | WOWOW                                  |
| キッパー                   | カートゥーンネットワーク               |
| 消防士サム                 | 不明                                   |
| マンフィーのふしぎな冒険   | フォルテミュージックエンタテインメント |
| Hello!オズワルド           | WOWOW                                  |
| コアラの探偵アーチボルド   | 不明                                   |

### 日本国内未公開作品
- ToddWorld
- Roary the Racing Car
- Fifi and the Flowertots
- Fraggle Rock
- Groove High (original series)
- Rubbadubbers
- Wobbly Land
- Bob the Builder ※CGアニメシリーズ
- Barney & Friends ※シーズン7以降
- Moonacre